# Parides photinus
La mariposa de manchas rojas (Parides photinus) es un miembro de la familia Papilionidae, en inglés recibe el nombre común de “pink-spotted cattleheart”, mientras que en el libro “Guía de mariposas de Nuevo León” se le aplica el nombre común de corola photinus. Se reportan como plantas hospederas a miembros del género Aristolochia (familia Aristolochiaceae).

## Descripción
Los huevecillos son de color naranja, y son depositados de manera individual en las plantas hospederas; las orugas son negras con tubérculos rojos y blancos. El adulto tiene alas de color negro con brillo azul metálico, presenta dos hileras de puntos rojos en las altas traseras, la primera hilera es en forma de puntos y la segunda en forma de “V”.

## Distribución
Desde el noreste de México en estados como Nuevo león y Tamaulipas, a través de las vertientes del océano Pacífico y el golfo de México, en la zona de la Sierra Madre Occidental y Oriental,  hasta Centroamérica.

## Hábitat
Prefiere sitios tropicales y subtropicales, se la observa en distintos tipos de vegetación natural como  selva y vegetación riparia.

## Estado de conservación
Hasta el momento en México no se encuentra en ninguna categoría de protección, ni en la Lista Roja de la IUCN (International Union for Conservation of Nature) ni en CITES (Convención sobre el Comercio Internacional de Especies Amenazadas de Fauna y Flora Silvestres).